# Jan Ferdinandsen
Jan Ferdinandsen (født 18. juli 1943) er en dansk politiker, der fra 2010 til 2013 var borgmester i Gribskov Kommune, valgt for Konservative.
Ferdinandsen er uddannet skibsmægler og driver i dag familievirksomheden N. B. Ferdinandsen & Sønner A/S samt Boligselskabet Adama ApS. 
Han var medlem af Græsted-Gilleleje Kommunalbestyrelse 1974 til 1976 for Fremskridtspartiet og igen fra 1986 til 2006 for Det konservative Folkeparti. Fra 2007 har han været medlem af Byrådet i Gribskov Kommune.